# Careggine
Careggine – miejscowość i gmina we Włoszech, w regionie Toskania, w prowincji Lukka.
Według danych na rok 2004 gminę zamieszkiwały 642 osoby, 26,8 os./km².